# Provincia de Sétif
La Provincia de Sétif (en árabe ولاية سطيف, en Cabilio Agezdu n Sṭif) es uno de los valiatos del norte de Argelia. Posee una extensión de territorio que ocupa una superficie de 6.504 km². Su capital es Sétif.

## Municipios con población en abril de 2008
- Aïn Abessa 16,770
- Aïn Arnat 43,551
- Aïn Azel 48,487
- Aïn El Kebira 36,295
- Aïn Lahdjar 34,338
- Aïn Legraj 14,668
- Aïn Oulmene 73,831
- Aïn Roua 11,499
- Aïn Sebt 14,798
- Aït Naoual Mezada 5,630
- Aït Tizi 6,983
- Amoucha 22,767
- Babor 15,762
- Bazer Sakhra 27,996
- Beidha Bordj 35,276
- Belaa 14,666
- Beni Aziz 19,383
- Beni Chebana 13,174
- Beni Fouda 17,667
- Beni Hocine 11,220
- Beni Mouhli 8,521
- Beni Ourtilane 10,591
- Bir El Arch 24,995
- Bir Haddada 20,860
- Bouandas 16,966
- Bougaa 30,987
- Bousselam 16,095
- Boutaleb 9,456
- Dehamcha 9,141
- Djemila 24,145
- Draa Kebila 14,977
- El Eulma 155,038
- El Ouldja 8,592
- El Ouricia 18,087
- Guellal 21,385
- Guelta Zerka 15,472
- Guenzet 3,541
- Guidjel33,685
- Hamma 13,223
- Hammam Guergour 15,853
- Hammam Soukhna 13,439
- Harbil 3,675
- Ksar El Abtal 23,833
- Maaouia 7,005
- Maoklane 15,715
- Mezloug16,976
- Oued El Barad 2,333
- Ouled Addouane 9,613
- Ouled Sabor 12,510
- Ouled Si Ahmed 10,238
- Ouled Tebben 10,385
- Rasfa 16,075
- Salah Bey 27,175
- Serdj El Ghoul 9,311
- Sétif 288,461
- Tachouda 7,578
- Talaifacene 20,337
- Taya 10,302
- Tella 7,562
- Tizi N'Bechar 21,086

## División administrativa
La provincia está dividida en 20 dairas (distritos), que a su vez se dividen en 60 comunas (ciudades). Algunas de las comunas son: Bougaa, El Eulma, Djémila, Tamazirt, Ain-El-Kébira y Hammam Guergour.

## Demografía
La población de la Provincia de Sétif es de 1 489 979 personas (cifras del censo del año 2008). La densidad poblacional es de 229,09 habitantes por kilómetro cuadrado.

## Clima
| Parámetros climáticos promedio de Sétif | Parámetros climáticos promedio de Sétif | Parámetros climáticos promedio de Sétif | Parámetros climáticos promedio de Sétif | Parámetros climáticos promedio de Sétif | Parámetros climáticos promedio de Sétif | Parámetros climáticos promedio de Sétif | Parámetros climáticos promedio de Sétif | Parámetros climáticos promedio de Sétif | Parámetros climáticos promedio de Sétif | Parámetros climáticos promedio de Sétif | Parámetros climáticos promedio de Sétif | Parámetros climáticos promedio de Sétif | Parámetros climáticos promedio de Sétif |
| Mes                                     | Ene.                                    | Feb.                                    | Mar.                                    | Abr.                                    | May.                                    | Jun.                                    | Jul.                                    | Ago.                                    | Sep.                                    | Oct.                                    | Nov.                                    | Dic.                                    | Anual                                   |
| --------------------------------------- | --------------------------------------- | --------------------------------------- | --------------------------------------- | --------------------------------------- | --------------------------------------- | --------------------------------------- | --------------------------------------- | --------------------------------------- | --------------------------------------- | --------------------------------------- | --------------------------------------- | --------------------------------------- | --------------------------------------- |
| Temp. máx. media (°C)                   | 9.4                                     | 11.7                                    | 15                                      | 17.2                                    | 23.9                                    | 28.9                                    | 33.3                                    | 32.8                                    | 26.1                                    | 20.6                                    | 13.9                                    | 10.6                                    | 20.3                                    |
| Temp. media (°C)                        | 5.6                                     | 6.7                                     | 9.4                                     | 11.1                                    | 17.8                                    | 22.2                                    | 26.1                                    | 26.1                                    | 20                                      | 15.6                                    | 9.4                                     | 6.7                                     | 14.7                                    |
| Temp. mín. media (°C)                   | 2.2                                     | 2.8                                     | 5                                       | 6.1                                     | 12.2                                    | 16.1                                    | 19.4                                    | 20                                      | 15.6                                    | 11.1                                    | 5.6                                     | 2.8                                     | 9.9                                     |
| Días de lluvias (≥ 1 mm)                | 6                                       | 4                                       | 4                                       | 4                                       | 3                                       | 2                                       | 0                                       | 2                                       | 4                                       | 4                                       | 4                                       | 5                                       | 42                                      |
| Días de nevadas (≥ 1 cm)                | 1                                       | 1                                       | 0                                       | 0                                       | 0                                       | 0                                       | 0                                       | 0                                       | 0                                       | 0                                       | 0                                       | 0                                       | 2                                       |
| Fuente: Climate Zone                    |                                         |                                         |                                         |                                         |                                         |                                         |                                         |                                         |                                         |                                         |                                         |                                         |                                         |